# Magatzem de vi Campamà
El Magatzem de vi Campamà era un edifici de Vilafranca del Penedès (Alt Penedès), actualment enderrocat, i que formava part de l'Inventari del Patrimoni Arquitectònic de Catalunya.

## Descripció
L'edifici estava situat en una zona d'eixample, de construccions generalment noucentistes. Es tractava d'una nau entre mitgeres de planta rectangular única i amb coberta de teula àrab a dues aigües. Tenia finestres partides i hi havia utilització del maó vist en l'obra. El magatzem presentava un valor tipològic. Altres exemples es poden trobar en els carrers de Sant Ramon nº4 (1913), Comerç (1910), Soledat nº12 (1918), etc.

## Història
El Magatzem del Vi Campamà (Rosend Campamà i Jacas, primer propietari) datava de l'any 1919. El projecte inicial, datat del 15 d'octubre, es conserva en l'arxiu de l'Ajuntament de Vilafranca del Penedès. El dia 29 d'octubre l'obra fou aprovada per l'Ajuntament. L'arquitecte encarregat de la construcció fou Antoni Pons i Domínguez.